# Долна Горица
Долна Го̀рица (на албански: Dolna Gorica) e село в Република Албания в областта Мала Преспа, област Корча, община Пустец. Към 2007 година има около 550 жители.

## География
Селото е разположено на 15 километра северно от общинския център Пустец на брега на Голямото Преспанско езеро. В Долна Горица живеят основно хора с македонска или българска национална идентичност.

## История
В края на XIX век Долна Горица е чисто българско село. Според статистиката на Васил Кънчов („Македония. Етнография и статистика“) в 1900 година в Горица живеят 42 българи християни.
На Етнографската карта на Битолския вилает на Картографския институт в София от 1901 година Горица е чисто българско село в Корчанската каза на Корчанския санджак с 35 къщи.
Всички жители Долна Горица в началото на XX век са гъркомани под въховенството на Цариградската патриаршия. По данни на Екзархията в края на XIX век в селото има 75 православни къщи с 67 души жители българи. Според секретаря на Българската екзархия Димитър Мишев („La Macédoine et sa Population Chrétienne“) в 1905 година в Долна Горица има 56 българи патриаршисти гъркомани.
В Екзархийската статистика за 1908/1909 година Атанас Шопов поставя Горица в списъка на „българо-патриаршеските села“ в Корчанска каза.
Според Георги Трайчев през 1911/1912 година в Долна Горица има 5 къщи с 67 жители.
Боривое Милоевич пише в 1921 година („Южна Македония“), че Долна Горица има 6 къщи славяни християни.
В март 1933 година Албания депортира 150 български семейства от селата Горна и Долна Горица, което след отказа на ратификация от албанска страна на Албанско-българския протокол от 1932 година, допълнително влошава албано-българските отношения.
В 2013 година официалното име е сменено от Горица е Вогъл (Goricë e vogël) на оригиналното Долна Горица (Dolna Gorica).
| Година | Население            |
| 1900   | 42                   |
| 1926   | 511 (с Горна Горица) |
| 1945   | 149                  |
| 1960   | 108                  |
| 1969   | 210                  |
| 1979   | 271                  |
| 1989   | 253                  |
| 2000   | 364                  |

## Личности
Родени в Долна Горица
- Дола Шкемби (р. 1986), поетеса
- Търпо Василев, български революционер, роден в Горна или Долна Горица